# Chrysosoma dilectum
Chrysosoma dilectum är en tvåvingeart som beskrevs av Octave Parent 1935. Chrysosoma dilectum ingår i släktet Chrysosoma och familjen styltflugor. Inga underarter finns listade i Catalogue of Life.